# Nova Andradina
Nova Andradina é um município brasileiro da região Centro-Oeste situado no estado de Mato Grosso do Sul, situado na Mesorregião do Leste de Mato Grosso do Sul e Microrregião de Nova Andradina. Sua população, segundo o Censo 2022, é de 48 563 habitantes.
Fundada pelo paulista Antônio Joaquim de Moura Andrade em 20 de dezembro de 1958 e emancipada em 1 de janeiro de 1959, Nova Andradina tem origem nas fazendas Primavera (inicialmente Fazenda Caaporã), Santa Barbara, Xavante, Panambi e Baile. Esta última foram implantados os alicerces da atual cidade de Nova Andradina. Em 1960, data do primeiro senso local, o município já atingia 6.366 habitantes. Vinte anos depois, já contava com 21.668 habitantes, um aumento de 240,4%. Já nos vinte anos seguintes o aumento foi menor (63,3%), passando para 35.381 habitantes e em 2010 a cidade atingia 45.585 habitantes ou 28,8% de aumento. Em 50 anos (entre 1960 e 2010) a população teve um aumento de real de 616,1%. Atualmente sendo conhecida como Capital do Vale do Ivinhema, Nova Andradina é uma cidade de perfil progressista situada próximo do Rio Paraná e BR-267. Possui traçado urbano considerado plano com vias de traçado retilíneo, possuindo formato de tabuleiro de damas. Segundo estimativas de 2015 do IBGE, 50.893 pessoas residiam no município nesta época (11,6% a mais do que em 2010), o que dá 10,6 habitantes por km² segundo as mesmas estimativas, colocando a cidade como o oitavo centro mais populoso de Mato Grosso do Sul e 41º centro mais populoso da região Centro-Oeste do Brasil e sendo, portanto, uma cidade média-pequena..
Com PIB de mais de 1,1 bilhão de reais, é o 475º município mais rico do Brasil e no estado, é o sétimo município mais rico. Além disso, Nova Andradina ficou com o 451º maior potencial de consumo (IPC Marketing) entre todas as cidades brasileiras em 2014, com R$ 959 milhões em consumo (índice de 0,0262%) e no estado ficou em sexto lugar.

## História
As terras que atualmente compõem o Município de Nova Andradina, bem como extensa área daquela região, foram colonizadas pelo paulista Antônio Joaquim de Moura Andrade, pecuarista, homem dotado de extraordinária visão e de incomum habilidade. Iniciou seus trabalhos de colonização em Mato Grosso, por volta de 1938 ou 1939, quando adquiriu do Estado, a Fazenda "Caapora", que mais tarde passou a denominar Fazenda Primavera, localizada nas proximidades da Formosa baía do Rio Samambaia, em plena selva, no vale do Rio Paraná, empenhando-se, logo a seguir. Na construção de um porto fluvial, na margem direita do Rio Paraná, que serviria de base para a efetivação do projeto. Anos mais tarde, Moura Andrade estendeu seus domínios adquirindo as fazendas Santa Barbara, Baile, Xavante e Panambi.
A fazenda Baile pertenceu inicialmente à Henrique Barbosa Martins e depois a Domingos Barbosa Martins, ambos membros do clã dos Barbosa Martins que escreveram brilhantes páginas da história de Mato Grosso e constituem uma das mais tradicionais famílias de Mato Grosso do Sul. A fazenda Baile foi adquirida por Moura Andrade em 1951. No segundo semestre de 1957, destacou ele uma gleba da fazenda onde implantou os alicerces da cidade de Nova Andradina. Em seguida, procedeu o loteamento de outras propriedades rurais, estabelecendo grandes vantagens para os adquirentes, o que determinou a vinda de grandes levas de migrantes, principalmente nordestinos, paulistas, paranaenses e mineiros, determinando rápido povoamento da região. No mesmo ano, em um barracão da Empresa Andrade, Ferreira de Souza que procedia a abertura das ruas da cidade, instalou-se a primeira escola da nova comunidade, tendo como professoras Efantina Quadros, conhecida popularmente como D. Lalá, Katsuko e Mariko Fujibayashi e Cecília Holanda.
No ano seguinte foi construído um prédio de alvenaria, que passou a ser denominado Grupo Escolar Moura Andrade. Nova Andradina foi elevada a Vila, Distrito e Município no dia 20 de dezembro de 1958. A primeira missa foi celebrada por Frei Luiz, na capela do Imaculado Coração de Maria, recém construída na nova povoação. O primeiro estabelecimento comercial aí implantado pertencia a Kokey Itaya. O primeiro Juiz de Paz foi Austrilio Capilé de Castro e a primeira Escrivã foi a senhora Irma Ribeiro da Silva. Entre os anos de 1967 e 1969 o então prefeito, Sr Alcides Menezes de Faria trabalhou para trazer saneamento básico e energia elétrica à cidade.

### Topônimo
O topônimo Nova Andradina é uma homenagem ao seu fundador, Antônio Joaquim de Moura Andrade. Acrescentou-se o vocábulo Nova para evitar que se confundisse com a de Andradina, cidade do estado de São Paulo, que por coincidência, fundada também por Moura Andrade.

## Geografia

### Localização
O município está situado no sul da região Centro-Oeste do Brasil, no leste de Mato Grosso do Sul (Microrregião de Nova Andradina). Localiza-se na latitude de 22º13’58” Sul e longitude de 53°20’34” Oeste. Nova Andradina, possui localização privilegiada, podendo em menos de uma hora de viagem de veículo estar nos Estados de SP ou PR. Está a 65 km da divisa com os Estados de São Paulo e Paraná, Através da Hidrelétrica Sérgio Motta (conhecida também como Usina Porto Primavera), que liga os três Estados por rodovia pavimentada. Distâncias:
| Distâncias de alguns municípios a partir de Nova Andradina | Distâncias de alguns municípios a partir de Nova Andradina | Distâncias de alguns municípios a partir de Nova Andradina | Distâncias de alguns municípios a partir de Nova Andradina | Distâncias de alguns municípios a partir de Nova Andradina | Distâncias de alguns municípios a partir de Nova Andradina |
| Cidade                                                     | Unidade federativa                                         | Distância em km                                            | Cidade                                                     | Unidade federativa                                         | Distância em km                                            |
| ---------------------------------------------------------- | ---------------------------------------------------------- | ---------------------------------------------------------- | ---------------------------------------------------------- | ---------------------------------------------------------- | ---------------------------------------------------------- |
| Brasília                                                   | Distrito Federal                                           | 1142                                                       | Presidente Prudente                                        | São Paulo                                                  | 249                                                        |
| Campo Grande                                               | Mato Grosso do Sul                                         | 301                                                        | Bauru                                                      | São Paulo                                                  | 567                                                        |
| Dourados                                                   | Mato Grosso do Sul                                         | 189                                                        | Maringá                                                    | Paraná                                                     | 242                                                        |
| Naviraí                                                    | Mato Grosso do Sul                                         | 157                                                        | Londrina                                                   | Paraná                                                     | 320                                                        |
| Cuiabá                                                     | Mato Grosso                                                | 997                                                        | São Paulo                                                  | São Paulo                                                  | 809                                                        |
| Goiânia                                                    | Goiás                                                      | 1017                                                       | Porto Alegre                                               | Rio Grande do Sul                                          | 1180                                                       |

### Geografia física
Solo
Predomínio de Latossolo Vermelho-Escuro de textura  média e, ao longo dos principais cursos d’água, Planossolo de textura arenosa média e arenosa argilosa, ambos com o caráter álico e, portanto, baixa fertilidade natural e algumas áreas de Luvissolos.
Relevo e altitude
Está a uma altitude de 380 m. Superfícies planas, entremeadas por modelados de dissecação tabulares que apresentam configurações suaves ondulada, porém algumas áreas  de topos aguçados estão presentes na porção leste do município. As áreas de acumulação fluvial estão próximas aos rios principais. O município de Nova Andradina encontra-se na Região dos Planaltos Arenítico-Basálticos Interiores, com três Unidades Geomorfológicas:
- Superfície Rampeada de Nova Andradina
- Divisores Tabulares dos Rios Verde e Pardo
- Vale do Paraná

Apresenta relevo plano, geralmente elaborado por várias fases de retomada erosiva, com  relevos elaborados pela ação fluvial e áreas planas resultante de acumulação fluvial sujeita a inundações periódicas.
Clima, temperatura e pluviosidade
Está sob influência do clima tropical (AW). A noroeste e sul de Nova Andradina o clima se apresenta úmido a subúmido, com índices de umidade variando de 20 a 40%. A precipitação anual varia entre 1.500 a 1.750mm e o excedente hídrico anual de 800 a 1.200mm durante cinco a seis meses, deficiência hídrica de 350 a 500mm durante quatro meses.
Na parte central do município, o clima é caracterizado como úmido, com valores anuais variando de 40 a 60%, a precipitação pluviométrica  varia entre 1.750 a 2.000mm anuais com excedente hídrico anual de 1.200 a 1.400mm durante sete a oito meses e deficiência hídrica de 200 a 350mm durante três meses.
Hidrografia
Está sob influência da Bacia do Rio da Prata. Nova Andradina se situa próxima do Rio Paraná, importante rio que divide o estado de Mato Grosso do Sul dos estados de São Paulo e Paraná. Rios do município:
- Rio Anhanduí: afluente pela margem direita do rio Pardo. Conhecido também por Anhanduí-Guaçu (ou Açu), com 390 km de extensão e 70 km navegáveis. Nasce da confluência dos córregos Prosa e Segredo, no centro da cidade de Campo Grande. Faz divisa entre o município de Nova Andradina e Santa Rita do Pardo.
- Rio Ivinhema: afluente pela margem direita do rio Paraná e limite entre os municípios de Angélica/Nova Andradina, Ivinhema/Nova Andradina e  Novo Horizonte do Sul/Nova Andradina. Com a extensão de 200 km, era totalmente navegável (hoje só pouco mais de 100 km). É formado pela confluência dos rios Brilhante e Dourados.
- Rio Samambaia: afluente pela margem direita do rio Baía, nos municípios de Nova Andradina e Bataguassu. Uma linha seca de limites corta o seu alto curso.
- Rio São Bento: afluente pela margem esquerda do rio Ivinhema. Nasce no município de Nova Andradina.

Vegetação
Predominando e distribuídas quase que equitativamente encontram-se a pastagem plantada, a vegetação natural representada pelo Cerrado e pela Floresta Estacional. Em menores proporções ocorrem lavouras, várzeas e reflorestamento.

### Geografia política
Fuso horário
Está a -1 hora com relação a Brasília e -4 com relação ao Meridiano de Greenwich (Tempo Universal Coordenado).
Área
Ocupa uma superfície de 4 776,096 km².
Subdivisões
Nova Andradina possui como distrito, além da sede, Nova Casa Verde.
Arredores
Faz divisa com os municípios de Ivinhema, Ribas do Rio Pardo, Bataiporã, Bataguassu, Anaurilândia, Rio Brilhante e Taquarussu.

## Demografia
A população nova-andradinense distribui-se num território cuja extensão corresponde a 4776,1 km². Considerando-se o constante crescimento que o município de Nova Andradina sofreu nos últimos anos, o seu índice de crescimento populacional manteve progressivo, não havendo registro de decréscimo ao longo das décadas. Segundo o Censo de 2010 Nova Andradina possuía uma população de 45.585 habitantes segundo o IBGE (o que coloca a cidade em oitavo lugar no estado) e densidade até então de 9,55 hab/km². Segundo o mesmo censo, 22 733 pessoas eram homens e 22 852 dos habitantes eram mulheres. Ainda segundo o mesmo censo, 38 786 pessoas viviam na zona urbana e 6 799 na zona rural.
Em 50 anos (entre 1960 e 2010) a população teve um aumento de real de 616,1%. Já segundo estatísticas divulgadas em 2015, a população municipal era de 50 893 habitantes e considerando sua área e a população atualizada do município, a densidade demográfica é de 10,655 hab/km². No Mato Grosso do Sul Nova Andradina ficou com o 8º lugar e na região Centro-Oeste o município ficou com o 41º lugar.
O Índice de Desenvolvimento Humano Municipal (IDH-M) é considerado alto pelo Programa das Nações Unidas para o Desenvolvimento (PNUD), sendo seu valor 0,721 em 2010, o 9º maior entre os 79 municípios de Mato Grosso do Sul e o 1 266º maior entre os 5 560 municípios do Brasil. Outros dois indicadores destacados de Nova Andradina é o índice Gini (0,48) e o Índice Firjan de Desenvolvimento Municipal-IFDM (0.7130).

## Religião
Conforme o Censo de 2010 do IBGE, a população de Nova Andradina é formada por grupos religiosos como os cristãos (93,57%), que se divide em católicos (70,34%), evangélicos de missão (4,07%), evangélicas de origem pentecostal (15,76%), restauracionistas (0,70%) e outros cristãos (2,70%). Também se fazem presente os reencarnacionista (0,48%), orientais (0,11%), indeterminada (0,16%) e não religiosos (5,67%)

### Cristãos
É de longe o maior grupo religioso presente no município, totalizando 93,57% dos seus habitantes.

#### Católicos
Nova Andradina localiza-se no país mais católico do mundo em números absolutos. A Igreja Católica teve seu estatuto jurídico reconhecido pelo governo federal em outubro de 2009, ainda que o Brasil seja atualmente um estado oficialmente laico.
A Igreja Católica reconhece como padroeiros da cidade Imaculado Coração de Maria. O município pertence à Circunscrições eclesiásticas da Regional Oeste I (que atende Mato Grosso do Sul)  e de acordo com a divisão resolvida pela Igreja Católica, o município de Nova Andradina pertence à Província Eclesiástica de Campo Grande, mais precisamente à Diocese de Naviraí e é sede de duas paróquias. Seu atual bispo é desde a fundação, em 2011, Dom Ettore Dotti. O grupo dos católicos no município é formado por 70,34% dos seus habitantes, sendo a Católica Apostólica Romana com 70,06% e a Católica Apostólica Brasileira 0,28%.
Templos
- Imaculado Coração de Maria
- São Pedro e São Paulo (Distrito de Nova Casa Verde)

#### Protestantes
Embora seu desenvolvimento tenha sido sobre uma matriz social eminentemente católica, tanto devido à colonização quanto à imigração, é possível encontrar atualmente na cidade dezenas de denominações protestantes diferentes. De acordo com dados do censo de 2010 realizado pelo IBGE, a população local era composta 22,08% de protestantes.

##### Evangélicos de missão
Os evangélicos de missão totalizam 4,07% dos nativos. Destes, 0,13% são luteranos, 0,53% são presbiterianos, 0,27% são metodistas, 1,28% são batistas e 1,87% são adventistas.

##### Evangélicos neopentecostais
Os evangélicos neopentecostais totalizam 15,76% dos habitantes. Desse total é composto a Igreja Assembleia de Deus (3,81%), Igreja Congregação Cristã do Brasil (3,63%), Igreja o Brasil para Cristo (0,25%), Igreja Evangelho Quadrangular (0,72%), Igreja Universal do Reino de Deus (0,47%), Igreja Deus é Amor (1,30%), Comunidade Evangélica (0,38%) e outras (5,17%).

#### Restauracionista
Representado por 0,70% dos habitantes. Abrange apenas as Testemunhas de Jeová.

#### Outros cristãos
Em Nova Andradina existem também cristãos de outras denominações, representado por 2,70% dos habitantes. Destes 2,24% são de outras igrejas evangélicas e 0,46% são de outras religiosidades cristãs.

### Outras denominações
O município é representado por variados outros credos, existindo também religiões de várias outras denominações. São elas:

#### Reencarnacionistas
Possui 0,48% do total, sendo todos espíritas.

#### Orientais ou asiáticas
Com 0,11% da população, se divide entre o Budismo (0,04%) e o Islamismo (0,07%).

### Indeterminados
Opções indeterminados respondem por 0,16% da população, sendo os mal definidos respondendo por 0,11% e 0,05% dos que tem múltipla religiosidade.

### Não religiosos
O Grupo das pessoas não religiosas respondem por 5,67% da população, sendo os sem religião convictos 5,65% e ateus 0,02%.

## Economia
Popularmente denominada de "Capital do Vale do Ivinhema", a cidade tem economicamente como destaque principal a criação e abate de bovinos, o que também lhe rendeu o título de capital do boi, pela importância de ser um dos principais polos pecuários do Brasil. Possui o sétimo maior PIB do Estado e 475º maior PIB brasileiro (de R$ 1.103.294.361,00) e PIB per capita de 23.411,59.
| Crescimento do Produto Interno Bruto (PIB) | Crescimento do Produto Interno Bruto (PIB) | Crescimento do Produto Interno Bruto (PIB) |
| Ano                                        | PIB (R$)                                   | PIB per capita (R$)                        |
| ------------------------------------------ | ------------------------------------------ | ------------------------------------------ |
| 1970                                       | 96.937.068,34                              | 7.678,18                                   |
| 1980                                       | 206.119.171,32                             | 9.510,41                                   |
| 1985                                       | 189.986.623,10                             | 7.484,79                                   |
| 1990                                       | 115.866.443,12                             | 3.989,34                                   |
| 1996                                       | 153.443.329,08                             | 4.484,54                                   |
| 2000                                       | 186.211.000,00                             | 5.263,02                                   |
| 2002                                       | 255.268.000,00                             | 6.985,03                                   |
| 2004                                       | 405.625.000,00                             | 10.780,15                                  |
| 2006                                       | 555.358.812,00                             | 14.070,40                                  |
| 2008                                       | 597.537.557,00                             | 13287,17                                   |
| 2009                                       | 609.243.643,00                             | 13.247,16                                  |
| 2010                                       | 771.129.670,00                             | 16.911,16                                  |
| 2011                                       | 976.068.868,00                             | 21 051,44                                  |
| 2012                                       | 1.103.294.361,00                           | 23.411,59                                  |

### Potencial de consumo
O índice de potencial de consumo (IPC Maps, divulgado divulgado pela IPC Marketing Editora) mapeia o potencial de consumo dos municípios brasileiros baseado em dados divulgados por várias instituições oficiais, sendo utilizado atualmente por mais de 700 empresas e elabora um ranking classificando os 500 maiores municípios relativo ao poder de consumo, contemplando o perfil de consumo urbano e rural dos 5.565 municípios brasileiros. O município de Nova Andradina ficou em sexto lugar em consumo no estado e subiu 60 posições no ranking nacional saltando de 0,02544 (posição 511) em 2013 para 0,02939 (posição 451) em 2014. A previsão de movimentação para o município é de R$ 959 milhões em 2014, contra R$ 763 milhões de 2013. Um adendo é que em 2013 o município não constava no ranking das 500 maiores do país.

### Centro de zona A
Nova Andradina, com 51.764 habitantes segundo dados do IBGE de 2016 e 5 relacionamentos diretos, é um Centro de Zona A. Nível formado por cidades de menor porte e com atuação restrita à sua área imediata; exercem funções de gestão elementares. Nova Andradina é uma das 192 cidades no Brasil com a classificação Centro de Zona A[carece de fontes?]. A cidade exerce influência sobre os municípios de Anaurilândia, Ivinhema, Angélica, Bataiporã, Taquarussu e Bataguassu(Centros Locais).

### Agropecuária
Na agricultura produz soja, milho, arroz, algodão, feijão, trigo, mandioca, cana de açúcar. Na pecuária se destaca bovinos (436 mil cabeças), bubalinos, suínos, ovinos, equinos, aves

### Indústrias
Nova Andradina possui um centro de indústrias que encontra-se ao sul da cidade ás margens da BR-376. Destacam-se 1 frigorífico de grande porte (JBS), 1 frigorífico de médio porte (Frigonova), 1 usina de produção de etanol (Energética Santa Helena), 1 fábrica de fios de cobre (Corfio), 1 fecularia do Grupo Yamakawa, 1 fábrica de móveis e diversas outras de médio e pequeno porte nos mais variados ramos.

### Comércio

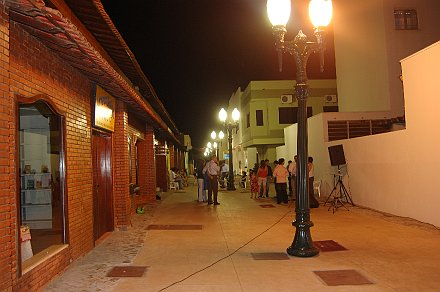
Alameda Antonio Costa Santos

De intensa atividade comercial, principalmente nos meses de novembro e dezembro, a cidade recebe neste período pessoas oriundas de todas as cidades vizinhas, tornando-se o mais importante centro de consumo da região. A região central concentra uma grande variedade de oficinas, estabelecimentos comerciais e lojas de auto-peças.  Na cidade também há um pequeno número de estabelecimentos industriais. Os principais centros comerciais da cidade são o Mini Shopping Vila Real, supermercados, um centro empresarial, inúmeras revendedoras de automóveis, entre outros estabelecimentos. Nos últimos anos houve um incremento de lançamentos imobiliários.

## Turismo
Situada próximo ao Rio Paraná, Nova Andradina conta com uma com infraestrutura para recepcionar turistas para aproveitar de um modo geral a cidade.

### Áreas de contemplação

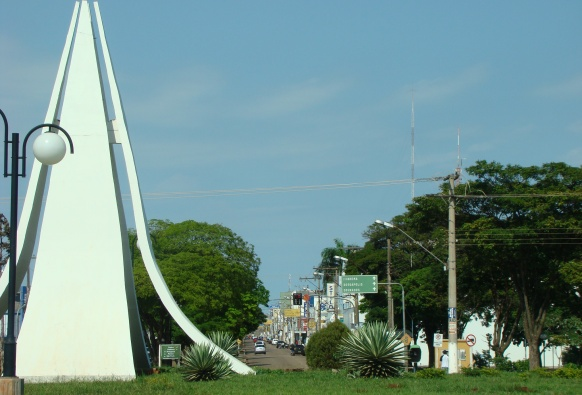
Obelisco Central de Nova Andradina

A cidade é muito bem servida de praças, onde praticamente cada bairro possui a sua, costumam ser tomadas pelas pessoas no verão. Pontos turísticos:
- Obelisco - Situado na área central de Nova Andradina, é o "marco zero" da cidade, representado por um monumento em forma de triângulo.  {{wrap}} Museu Histórico e Cultural Antônio Joaquim de Moura Andrade: É o prédio que era o antigo fórum da cidade, conta a história da cidade e de seus ilustres precursores e períodos marcantes do município.
- Praça Aurélio Fernandes da Costa - praça localizada próximo a BR-376, no acesso a Batayporã.
- Praça Brasil - Praça mais central e antiga de Nova Andradina, reformada e entregue a população recentemente, se tornou polo de convivência da cidade com quiosques contendo lanchonetes, restaurantes e sorveteria .
- Praça do Centro Educacional - Praça situada ao lado da Escola Luis Soares Andrade.
- Praça Francisco Frutuoso - Praça situada ao lado do Terminal Rodoviário, nesta praça fica também a Biblioteca Municipal de Nova Andradina.
- Praça Geraldo Matos Lima - Maior praça da cidade. Nela se situam a Prefeitura de Nova Andradina, a Câmara de Vereadores, a sede da OAB de Nova Andradina, o Fórum de Nova Andradina e o Ministério Público.
- Praça Paul Harris - chamada também de Praça da Fogueira, se situa próximo ao Senai.

### Eventos e entretenimento
A cidade possui clubes particulares, pesqueiros com área de lazer, bares de excelente qualidade, lanchonetes como por o exemplo uma unidade da rede de lanchonetes Subway, restaurantes e pizzarias.

#### Locais para eventos

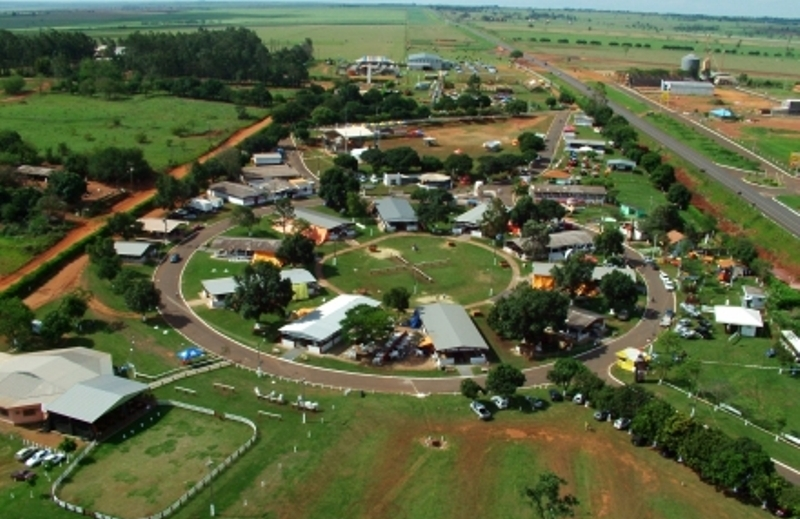
Parque de Exposições Henrique Martins

- Centro de Convenções Culturais: Com área construída de 2.012 m², o Centro de Convenções está estruturado para a realização de coquetéis, exposições, performances, coletivas de imprensa, palestras, cursos, reuniões, peças teatrais, musicais, conferências, audiências públicas entre outros. Além do hall e do salão multiúso, o espaço possui dois auditórios, um com capacidade para 465 pessoas e outro para 162.[25]
- Parque de Exposições Henrique Martins: Parque com finalidade para exposições agropecuárias e shows de rodeios.

#### Principais eventos
- Exponan: Exposição agropecuária comercial e industrial de Nova Andradina (realizada pelo Sindicato Rural de Nova Andradina).
- Fejuna: Festa Junina de Nova Andradina, acontece sempre na segunda semana do mês de julho, (realizada pela prefeitura).
- Porconeiro: Festa com música e comida (porco e carneiro), ocorre geralmente no último sábado de setembro (realizada pelo Rotary Clube de Nova Andradina Centenário).
- Motoroad: Encontro de motociclistas do estado, do país e até de países vizinhos.
- Festa das Nações: festa com comidas típicas de países, realizada pela comunidade católica em Nova Andradina.
- Costelão: Costela assada no chão. Evento beneficente promovido à mais de 16 anos realizado no dia 7 de Setembro. Reúne público em torno de 800 pessoas anualmente. (Promovido por entidade Maçônica.)

 •  Ultramaratona de Mountain Bike Pata de Onça: É uma das maiores provas de Mountain Bike do Mato Grosso do Sul, que ocorre normalmente nos dias 7 e 8 de Setembro, reúne ciclistas e entusiastas do Brasil e países vizinhos como Paraguai e Argentina, evento esse que movimenta os setores hoteleiros e gastronômicos da cidade.

### Natureza e pesca
Nova Andradina tem uma área para pesca esportiva privilegiada por ficar próxima dos rios: Rio Bahia, Rio Ivinhema e  rio Paraná.

## Política e administração
A política em Nova Andradina, assim como no resto do Brasil, é composto pelos poderes legislativo (formado pelos vereadores), executivo (prefeito, vice-prefeito e secretários) e judiciário (formado por tribunais e o fórum municipal onde atuam desembargadores, juízes e advogados). A cidade é representada ainda pela bandeira, brasão e hino.

### Hino
Hino oficial
Hino do município de Nova Andradina

### Poder legislativo
Nova Andradina é representada pelo seu poder legislativo através da Câmara de Vereadores, que são responsáveis pela apreciação e aprovação de leis municipais. A cidade é representada por 13 vereadores. Abaixo a lista de todos os vereadores locais:
| Vereador                                         | Partido |
| ------------------------------------------------ | ------- |
| Dr. Sandro Ricardo Lima                          | DEM     |
| Quemuel de Alencar                               | PDT     |
| Cido Pantanal                                    | PHS     |
| Robertinho Pereira Valmirá do Pax Nenão Zé Bugre | PMDB    |
| Marião da Saúde                                  | PR      |
| Adriano Palopoli                                 | PSD     |
| Valter do Anzai                                  | PSDB    |
| Tolotti Vicente                                  | PT      |

### Poder executivo

#### Prefeitos ao longo das décadas
- 1.ª Gestão: (1962-1966) Teutly Soares Leitão (PSD) - Vice: Antonio Nunes Costa
- 2.ª Gestão: (1967-1969) Alcides Menezes de Faria (ARENA) - Vice: Alonso Severino da Silva
- 3.ª Gestão: (1970-1972) Décio Azevedo Mattos (ARENA) - Vice: Clarindo da Silva Nantes
- 4.ª Gestão: (1973-1976) Alcides Menezes de Faria (ARENA) - Vice: Valdecir Franzoni Barbosa
- 5.ª Gestão: (1977-1982) Antonio Rozário Migliorini (ARENA) - Vice: Durval Andrade Filho
- 6.ª Gestão: (1983-1988) Getúlio Gideão Bauermeister - Vice: Luiz Carlos Ortega
- 7.ª Gestão: (1989-1982) Durval Andrade Filho (PFL) - Vice: Tyokaio Oshiro
- 8.ª Gestão: (1993-1996) Dr. Francisco Dantas Maniçoba (PMDB) - Vice: Vivaldo Silvio Pereira de Oliveira
- 9.ª Gestão:  (1997-2000) Luiz Carlos Ortega Batel (PTB) - Vice: Antonio Rosário Migliorini
- 10.ª Gestão: (2001-2004) Roberto Hashioka Soller(PL) - Vice: Helder José de Faria (PT)
- 11.ª Gestão: (2005-2008) Roberto Hashioka Soller(PL) - Vice: Helder José de Faria (PT)
- 12.ª Gestão: (2009-2012) José Gilberto Garcia(PMDB) - Vice: Raulino Baronceli-DEM
- 13.ª Gestão: (2013-2016) Roberto Hashioka Soller(PMDB) - Vice: Milton Sena
- 14.ª Gestão: (2017-2020) José Gilberto Garcia (PL) - Vice: Newton Luiz de Oliveira (MDB)

Primeiras-Damas
- 1.ª Gestão: (1962-1966) Maria Aparecida Gambá Leitão
- 2.ª Gestão: (1967-1969) Maria Romilda de Faria
- 3.ª Gestão: (1970-1972) Jaci Azevedo Mattos
- 4.ª Gestão: (1973-1976) Maria Romilda de Faria
- 5.ª Gestão: (1977-1982) Miriam Migliorini
- 6.ª Gestão: (1983-1988) Márcia Bauermeister
- 7.ª Gestão: (1989-1982) Amélia Andrade
- 8.ª Gestão: (1993-1996) Fátima Maniçoba
- 9.ª Gestão:  (1997-2000) Aparecida Ortega
- 10.ª Gestão: (2001-2004) Dione Hashioka
- 11.ª Gestão: (2005-2008) Dione Hashioka
- 12.ª Gestão: (2009-2012) Joana Darc Bono Garcia
- 13.ª Gestão: (2013-2016) Dione Hashioka
- 14.ª Gestão: (2017-2020) Joana Darc Bono Garcia

### Poder judiciário
O município de Nova Andradina possui um fórum da justiça comum estadual em funcionamento para atender a respectiva comarca, contando com 4 varas - sendo duas varas cíveis residuais, uma vara de família e uma vara criminal - bem como um fórum da justiça federal do trabalho que conta com uma vara do trabalho.

## Urbanização
Nova Andradina possui traçado urbano considerado plano com vias de traçado retilíneo, possuindo formato de tabuleiro de damas. Formato esse que determina que a cidade teve seu traçado planejado. Dividida por bairros, Nova Andradina é formada por regiões residenciais, comerciais e industriais. As suas ruas são identificados por nomes, que formam o endereçamento da cidade.

### Domicílios

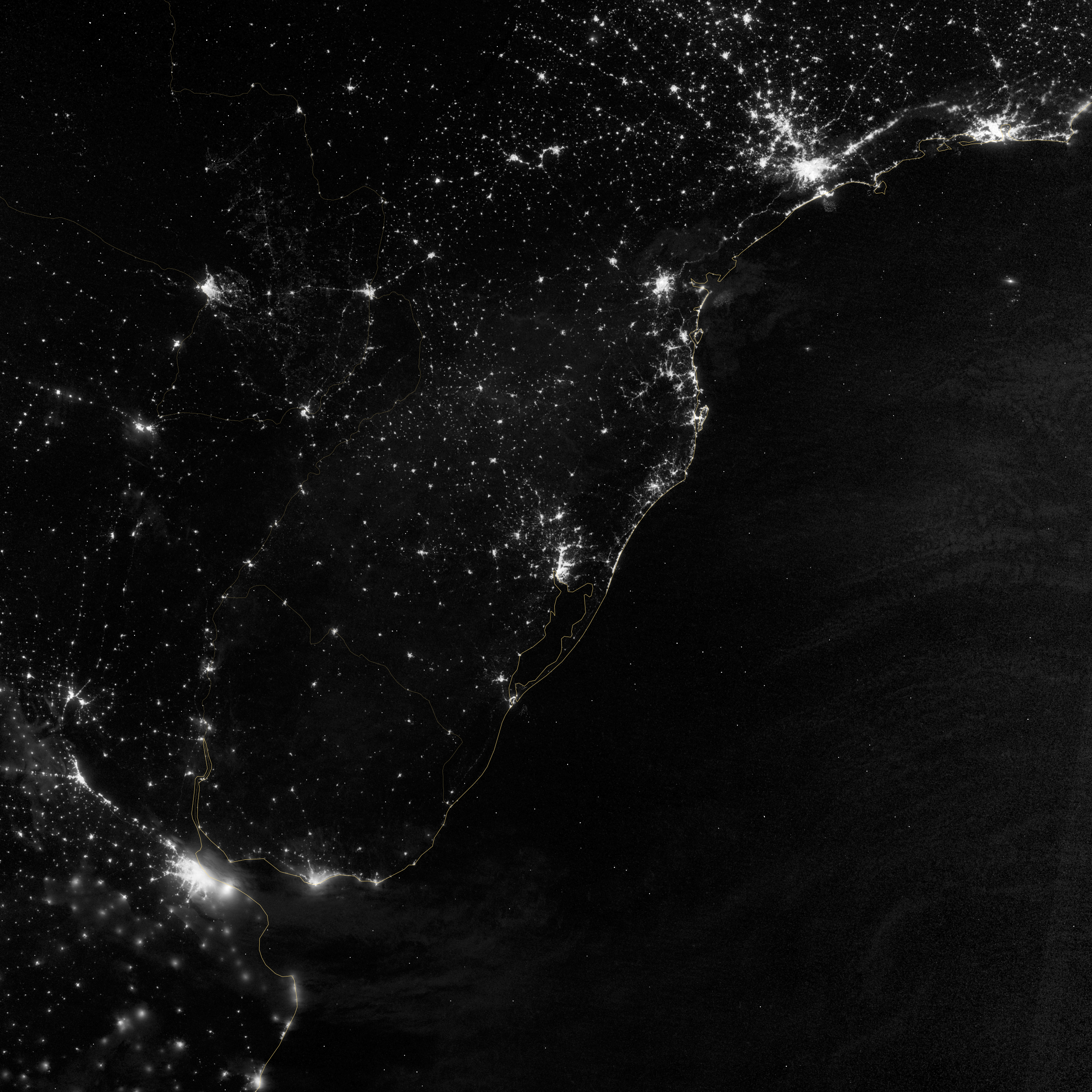
Vista por satélite de parte da região Centro-Sul do Brasil, com Nova Andradina no canto superior esquerdo (com créditos da NASA).

| Domicílios de Nova Andradina        | Domicílios de Nova Andradina |
| ----------------------------------- | ---------------------------- |
| Total de domicílios                 | 17 048 domicílios            |
| Domicílios particulares             | 17 018 domicilios            |
| Domicílios coletivos                | 30 domicilios                |
| Domicílios por rendimento           |                              |
| Mais de 5 salários                  | 3,13 %                       |
| De 2 a 5 salários                   | 11,27 %                      |
| De 1 a 2 salários                   | 25,92 %                      |
| De 0,5 a 1 salário                  | 34,70 %                      |
| De 0,25 a 0,5 salários              | 18,04 %                      |
| Até 0,25 salários ou sem rendimento | 6,93 %                       |
| Domicílios por Classe social        |                              |
| Classe A                            | 3,13 %                       |
| Classe B                            | 11,27 %                      |
| Classe C                            | 60,62 %                      |
| Classe D                            | 18,04 %                      |
| Classe E                            | 6,93 %                       |
|                                     |                              |
| Classe alta (A - B)                 | 14,40 %                      |
| Classe média (C - D)                | 78,66 %                      |
| Classe consumidora (A - B - C - D)  | 93,06 %                      |
| Classe periférica (E)               | 6,93 %                       |

### Serviços
Nova Andradina é um importante centro de serviços para a região do Vale do Ivinhema, região que compreende mais de 100 mil pessoas. Possui boa estrutura de serviços urbana, dispondo de vários bancos, financeiras, órgãos públicos (federais, estaduais e municipais), ONGs, Hotéis, pousadas, entre outros.

#### Acesso e transportes
Nova Andradina é bem atendida e servida por linhas regulares de transporte rodoviário aos principais centros do País, que daí também ligando a cidades do interior paulista como São José do Rio Preto, Lins, Ribeirão Preto, Ourinhos e Triângulo Mineiro. O município possui ainda transporte urbano por táxi e mototaxi.
As principais rodovias que atendem Porto Nacional são na maioria dos casos rodovias estaduais, todas totalmente pavimentadas e em ótimas condições de trafegabilidade. Além dessas há ainda o Anel Rodoviário de Nova Andradina, que fazem uma curta ligação rodoviária entre os extremos urbanos de Nova Andradina.
- BR-376 - A rodovia federal que corta a cidade ao meio e dá acesso aos municípios de Dourados até a divisa com o estado do Paraná.
- MS-134 – acesso direto a BR-267, uma das principais do estado.
- MS-276 – inicialmente se mescla ás rodovias MS-134, MS-276 e MS-487. Através dessa rodovia chega-se a cidade de Batayporã, Anaurilândia e também é um importante acesso a BR-267.
- MS-473 - interliga a cidade ás rodovias MS-141 e MS-274.

Para deslocamentos, Nova Andradina dispõe do Terminal Rodoviário Décio de Azevedo Mattos, com ônibus para diversos destinos do resto do estado e do resto do país. Registra algum fluxo de passageiros para outras cidades, especialmente em datas comemorativas e feriados. Atendida por várias empresas. Interliga Nova Andradina às seguintes cidades:
- Campo Grande, Dourados, Ponta Porã e Naviraí (MS)
- Paranavaí e Maringá (PR)
- Presidente Prudente (SP)
- São Paulo (SP)
- Possui também linhas circulares que ligam as cidades de Nova Andradina e Batayporã, que auxiliam as vidas diárias dos cidadãos de ambas cidades.

Sobre o transporte ferroviário, o trecho ligando Panorama (SP) e Dourados (MS), sob a identificação EF-267, foi inicialmente chamado de prolongamento sul da Ferrovia Norte-Sul. Esse trecho foi incluído no Plano Nacional de Viação no dia 8 de maio de 2008 não mais como parte da FNS, mas como uma ferrovia que se conectará a ela. Com o nome de Ferrovia do Pantanal, seus 734 quilômetros de extensão já possuem o Estudo de Viabilidade Técnica, Econômica e Ambiental (EVTEA) concluído, maio de 2012.

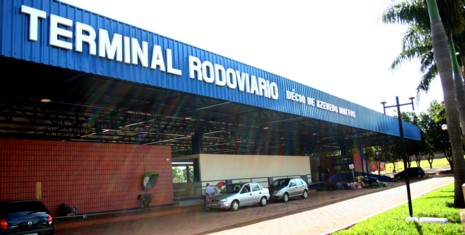
Terminal Rodoviário Décio de Azevedo Mattos

##### Terrestre urbano
Algumas das principais vias internas de Nova Andradina:
- Avenida Alcides Menezes de Faria – principal rua da região lesta da cidade;
- Avenida Eurico Soares de Andrade – uma das denominações locais da BR-376 e também da MS-473;
- Avenida Ivinhema – principal via da região sul da cidade e uma via alternativa a Av. Joaquim de Moura Andrade;
- Avenida Joaquim de Moura Andrade – uma das denominações locais da BR-376;
- Avenida Rio Brilhante – principal via da região norte da cidade;
- Estrada Boiadeira – uma das vias que margeiam a mancha urbana local juntamente com o Anel Rodoviário;
- Estrada Municipal Gracindo Abilio Lourenço – estrada que dá acesso á zona rural.

Meios de transporte
- Moto-táxi - essa modalidade de transporte faz sucesso na cidade, sendo muito requisitado especialmente por não ter transporte de ônibus urbanos.
- Táxi - trata-se de uma opção de transporte mais exclusiva disponível à população, pois possui um preço mais elevado. Igual ao moto-táxi, também é muito requisitado.

##### Aéreo
Aeroporto de Nova Andradina
Situado próximo a região industrial da cidade, possui pista de 1400x25m e terminal de embarque. Apesar disso, o aeroporto encontra-se desativado e cogita-se também possibilidade de que será ativado pelo Governo Federal.
Aerodromo de Nova Andradina
Situado ao norte da cidade, é usado apenas para fins isolados. Possui pista de 1300x22m.

#### Comunicações
Com uma boa infraestrutura para comunicações que inclui rádios, emissoras de televisão, internet, jornais e revistas e sendo bastante disseminado, pode-se ser localizado com qualidade variada em toda a área urbana.
- Há duas agências dos Correios em Nova Andradina.
- Nova Andradina tem dois jornais impressos: Jornal imagem e Jornal da Nova. Há ainda uma revista, a Revista Faces
- O município é servido por redes de Internet em fibra ótica cabeada e outros serviços de internet disponíveis no município são pelo sistema 3g e 4g.

##### Rádios
- Rádio Happy City FM - 94.5 FM
- Rádio Massa FM - 99.5 FM
- Rádio Excelsior – 96.1 FM
- Rádio Miragem - 104,9 FM

##### Televisão
- TV Interativa (Band)
- TV Morena (Rede Globo)
- TV MS (RecordTV)
- RIT
- Rede TV

#### Estabelecimentos bancários
- Banco do Brasil
- Bradesco
- Caixa Econômica Federal
- Sicoob
- Sicredi
- Uniprime

#### Educação
Nova Andradina é considerada um pólo regional educacional e universitário, pois é bem servida de instituições. São várias instituições de ensino fundamental, médio, profissional e superior.

##### Ensino superior
Possui 6 estabelecimentos e outros com cursos interativos:
Presenciais
- UFMS (Universidade Federal de Mato Grosso do Sul).
- UEMS (Universidade Estadual de Mato Grosso do Sul).
- Faculdade Anhanguera
- IFMS (Instituto Federal de Educação, Ciência e Tecnologia de Mato Grosso do Sul).
- FINAN (Faculdades Integradas de Nova Andradina).
- ANAEC (Associação Novaandradinense de Educação e Cultura): antiga IESNA (Instituto de Ensino Superior de Nova Andradina).

Interativos
- UNIDERP
- LFG
- Unigranet (Centro Universitário da Grande Dourados - Cursos Via Internet) .
- UNOPAR (Universidade Norte do Paraná).
- Dom Bosco

##### Ensino técnico
- Senai
- Colégio Cena
- EE. profª Nair Palácio de Souza

outros:
- Centro Municipal de Inclusão Digital
- ECOMP Escola de Profissões

#### Saúde
Conta com 2 hospitais, sendo 1 particular, da Rede Cassems e 1 público, sendo esse público o Hospital Regional Francisco Dantas Maniçoba.

#### Segurança
Há a presença da Polícia Civil, com sua delegacias e departamento especializados, além da Polícia Militar que faz o trabalho ostensivo e repressivo no combate a criminalidade na cidade.

## Esporte

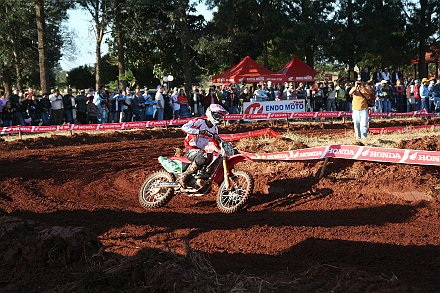
Motódromo Municipal

### Modalidades
Futebol
A cidade tem como maior destaque o futebol, o extinto time do SENA (Sociedade Esportiva Nova Andradina) atingiu seu apogeu quando foi campeão estadual de futebol profissional em 1992. Dívidas e falta de apoio empresarial faliram o clube. Entretanto, em 2008 foi criado o CENA (Clube Esportivo Nova Andradina), sendo que no mesmo ano foi vice-campeão sul-matogrossense de futebol da Série B, ganhando o direito de disputar o campeonato estadual da série A de 2009. O município conta com o mais novo estádio de MS, o que levou os torcedores a exigir um time de qualidade, à altura do estádio.
Outros
Além do futebol, a cidade se destaca por possuir uma das mais importantes provas do atletismo sul-matogrossense, a "Corrida Ciclística e Pedestre de Nova Andradina", é evento esportivo anual das modalidades atletismo e ciclismo, a prova tem seu percurso pela parte central da cidade, e conta com a participação de atletas de vários Estados brasileiros.
Nova Andradina normalmente realiza todos os anos sua etapa do campeonato estadual de motocross, a cidade possui um dos melhores motódromos do Estado, cujo motódromo esta abandonado nos dias de hoje.
Nova Andradina além das já citadas competições, também recebe uma prova de Mountain Bike realizada por um clube de ciclismo local denominado Pata de Onça, já conhecida nacionalmente como Ultramaratona Pata de Onça, neste ano de 2019, em sua 6ª edição recebeu 600 atletas, movimentando o turismo, o comércio e a rede hoteleira da cidade.

### Locais
O Estádio Luiz Soares Andrade, conhecido também como Andradão, é um estádio de futebol localizado na cidade de Nova Andradina. Pertence ao Governo Municipal e tem capacidade para 10.000 pessoas.
O município também conta com um ginásio de esportes com capacidade para 2.000 pessoas. O ginásio é utilizado para as principais competições estudantis do município e do Estado. Também, já abrigou jogos da equipe de futsal de Nova Andradina, em jogos da Copa Morena, que é a principal competição de futsal do Centro-Oeste.

## Cultura
A cultura de Nova Andradina se deve a exploração de pecuaristas lideradas pela pessoa de Antônio Joaquim de Moura Andrade, o que trouxe na posterioridade pessoas vindas de várias partes do Brasil e do mundo.

### Centros culturais
- Colônia Paraguaia de Nova Andradina (Copana): fundada em 2 de junho de 2002, tem como finalidade difundir a cultura paraguaia na cidade. Em novembro de 2013 ganhou uma nova sede com mais de 2 mil m³
- Museu Histórico e Cultural de Nova Andradina: bem localizado e sinalizado, o que nem sempre é realidade para museus que não ficam em cidades históricas. O ambiente é interessante. O acervo não é tão grande, mas ajuda a entender como foi a fundação de Nova Andradina.